# Josip Jukić Manić
Josip Jukić Manić (Subotica, 2. srpnja 1841. – Subotica, 19. travnja 1881.) je bački hrvatski pjesnik, svećenik i narodni preporoditelj. 
Rođen u obitelji Hrvata plemićkog podrijetla, od oca Albe Manića i Ane r. Budanov. 1867. zaređen za svećenika. Kapelan u Miški, Aljmašu, Baškutu, Dušnoku, Lemešu i Horgošu. 1875. razriješen svećeničkih dužnosti.
Od početka sudionik hrvatskih preporodnih kretanja koje je vodio Ivan Antunović. Preporodni nacionalni zanos prenio mu se u pjesnički rad. Surađivao je u Bunjevačkim i šokačkim novinama, Bunjevačkoj i šokačkoj vili te u Milodanovićevom Subotičkom glasniku. Uredio je Bunjevačko-šokački kalendar triju godišta.
Pisao je budnice, epigrame, ljubavne i šaljive pjesme na hrvatskom. Na mađarskom mu je objavljena pjesma o Titusu Dugoviću koju je napisao još kao srednjoškolac.
Svojim djelima je ušao u antologiju proze bunjevačkih Hrvata iz 1971., sastavljača Geze Kikića, u izdanju Matice hrvatske.
Na kulturnom polju važan je kao suosnivač Pučke kasine. Na izborima za Ugarski sabor 1878. godine podupro je kandidata Agu Mamužića, no bez uspjeha, jer su izabrani Ernest Mukić i Károly Varga.

## Vanjske poveznice
- Antologija poezija bunjevačkih Hrvata[neaktivna poveznica]